# Eukoenenia lyrifer
Eukoenenia lyrifer är en spindeldjursart som beskrevs av Bruno Condé 1992. Eukoenenia lyrifer ingår i släktet Eukoenenia och familjen Eukoeneniidae. Inga underarter finns listade i Catalogue of Life.